# Sertularella crassicaulis
Sertularella crassicaulis är en nässeldjursart som först beskrevs av Heller 1868.  Sertularella crassicaulis ingår i släktet Sertularella och familjen Sertulariidae. Inga underarter finns listade i Catalogue of Life.